# Archuleta County
Archuleta County je okres ve státě Colorado v USA. K roku 2010 zde žilo 12 084 obyvatel. Správním městem okresu je Pagosa Springs. Celková rozloha okresu činí 3 511 km².